# Mayorino

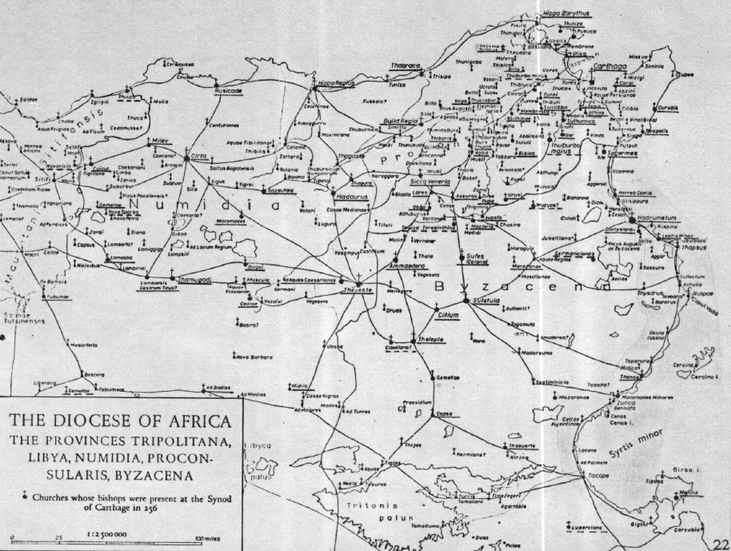
Diócesis de África, 256.

Mayorino o Majorinus fue el líder de una secta cismática cristiana en el norte de África romano conocido como donatismo.

## Biografía
Se sabe muy poco sobre su vida, ya que los escritos de los donatistas fueron en su mayoría destruidos en los años posteriores. Lo que podemos conocer de su vida y creencias es a través de lo que sus enemigos dijeron en su contra. Fue lector en la iglesia de Cartago, durante el tiempo en que Ceciliano era archidiácono en Cartago y Mesurio obispo de Cartago. Parece que también tuvo algún cargo doméstico en la casa de una mujer noble romana, Lucilla. 
En 311 fue elegido obispo de Cartago, por un consejo de 70 obispos en Cirta dirigido por Segundo de Tigisi. Éste, como primado de Numidia, debía ser consultado antes del nombramiento de Ceciliano. Este nombramiento tenía la intención de deponer al obispo asignado recientemente, Ceciliano, que había sido el suplente del obispo recientemente fallecido, Mensurio considerado por muchos como un traditor durante la persecución de Diocleciano, aunque éste siempre lo negó. Por el contrario, afirmaba que había escondido a los cristianos y las propiedades de la iglesia. El Consejo, sin embargo, sostuvo que Mensurio era traditor y que los sacramentos administrados por Ceciliano eran, por tanto, inválidos. La situación se complicó aún más por el hecho de que Ceciliano fue consagrado por Félix de Aptonga otro traditor. Sin embargo, en lugar de deponer a Ceciliano, su nombramiento creó un cisma de trescientos años en la cristiandad norteafricana que condicionaría radicalmente la vida intelectual del cristianismo.

## Significación
A pesar de ser el primer líder de la iglesia donatista, un acontecimiento en sí mismo significativo para la Iglesia africana primitiva que dio lugar a la formación de una autoridad doctrinal para la parte católica de la Iglesia, el propio Mayorino aparece poco más que un títere para los rigoristas. Al haber sido un clérigo de rango bajo durante la disputa que se había estado librando en un cierto momento, unido a la falta de producción teológica y a la breve permanencia en el cargo habrían reducido su impacto real en la historia.
A su muerte, poco después de ocupar el obispado de Cartago, a finales del 312, sus partidarios eligieron como sucesor a Donato Magno o Donato de Casa Negra que se enfrentaría a la iglesia oficial durante más de cuarenta años. Por eso, a sus seguidores se les conoce como donatistas.